# Tahal (kommunhuvudort)
Tahal är en kommunhuvudort i Spanien.   Den ligger i provinsen Provincia de Almería och regionen Andalusien, i den södra delen av landet, 400 km söder om huvudstaden Madrid. Tahal ligger 1 010 meter över havet och antalet invånare är 393.
Terrängen runt Tahal är lite bergig. Runt Tahal är det glesbefolkat, med 8 invånare per kvadratkilometer. Närmaste större samhälle är Macael, 11,8 km norr om Tahal. Omgivningarna runt Tahal är i huvudsak ett öppet busklandskap.